# Oftering
Oftering is een gemeente in de Oostenrijkse deelstaat Opper-Oostenrijk, gelegen in het district Linz-Land (LL). De gemeente heeft ongeveer 1800 inwoners.

## Geografie
Oftering heeft een oppervlakte van 14 km². Het ligt in het oosten van de deelstaat Opper-Oostenrijk, ten zuiden van de stad Linz.